# Battaglia dei sessi
La battaglia dei sessi è un gioco di coordinamento a due giocatori utilizzato in teoria dei giochi. Immaginate una coppia: il marito sarebbe massimamente felice se potesse andare a una partita di football. La moglie vorrebbe invece andare all'opera. Inoltre entrambi preferirebbero andare nello stesso luogo piuttosto che in posti diversi. Se essi non possono comunicare, in quale luogo dovrebbero andare?
La matrice dei payoff, indicata in figura come "battaglia dei sessi (1)", è un esempio di battaglia dei sessi, dove la moglie sceglie la riga ed il marito la colonna.
Questa rappresentazione non tiene conto di ulteriori svantaggi che potrebbero provenire dall'andare non solo in luoghi diversi, ma anche "sbagliati" (cioè lui va all'opera, mentre preferisce il football; viceversa per lei). Al fine di rendere conto anche di questo fatto, il gioco è talvolta rappresentato come nella "Battaglia dei sessi (2)".

Questa seconda rappresentazione ha alcune somiglianze col Gioco del pollo.

|          | Opera | Football |
| Opera    | 3,2   | 0,0      |
| Football | 0,0   | 2,3      |

|          | Opera | Football |
| Opera    | 3,2   | 1,1      |
| Football | 0,0   | 2,3      |

Questo gioco ha due equilibri di Nash in strategie pure: uno in cui entrambi vanno all'opera (3,2) e un altro in cui entrambi vanno al football (2,3).
Nella "battaglia dei sessi (1)", vi è anche un equilibrio di Nash in strategie miste, dove i giocatori scelgono con probabilità maggiore l'evento preferito rispetto all'altro: utilizzando i payoff di cui sopra, ogni giocatore sceglie la riga o colonna preferita con probabilità 3/5. Questo equilibrio è però inefficiente.
Anche nella "battaglia dei sessi (2)", c'è un equilibrio di Nash in strategie miste, dove i giocatori scelgono con probabilità maggiore l'evento preferito rispetto all'altro: utilizzando i payoff di cui sopra, ogni giocatore sceglie la riga o colonna preferita con probabilità 3/4. 